# کوهاست (کالیفرنیا)
کوهاست (به انگلیسی: Cohasset) یک منطقهٔ مسکونی در ایالات متحده آمریکا است که در شهرستان بیوت، کالیفرنیا واقع شده‌است. کوهاست ۶۵٫۵۴۱ کیلومتر مربع مساحت و ۸۴۷ نفر جمعیت دارد و ۸۶۲ متر بالاتر از سطح دریا واقع شده‌است.